# يان ماكي
يان ماكي (بالإنجليزية: Ian Mackie) هو منافس ألعاب قوى بريطاني، ولد في 27 فبراير 1975.

## وصلات خارجية
- يان ماكي على موقع الاتحاد الدولي لألعاب القوى (الإنجليزية)
- يان ماكي على موقع أوليمبيديا (الإنجليزية)
- يان ماكي على موقع اللجنة الأولمبية البريطانية (الإنجليزية)
- يان ماكي على موقع اتحاد ألعاب الكومنولث (مؤرشف) (الإنجليزية)